# Никандр (Викторов)
Архиепи́скоп Ника́ндр (в миру Леони́д Никола́евич Ви́кторов; 6 (19) апреля 1891 — 16 августа 1961, Ростов-на-Дону) — епископ Русской православной церкви, архиепископ Ростовский и Новочеркасский.

## Биография
Родился 6 (19) апреля 1891 года в семье протоиерея Ярославской епархии. По линии матери его род принадлежал насчитывал несколько поколений священнослужителей.
В 1901 году по окончании народной школы поступил в Пошехонское Духовное Училище.
С 1905 года учился в Ярославской духовной семинарии, после успешного окончания которой в 1911 году командируется в Киевскую духовную академию.
В 1915 году оканчивает Киевскую духовную академию со степенью кандидата богословия.
6 июля 1915 года вступает в брак.
Рукоположён во диакона Спасо-Преображенского кафедрального собора города Пермь.
25 августа 1915 года рукоположён в сан священника и определён служить в Пермском Преображенском кафедральном соборе и назначен законоучителем в Алексеевском реальном училище, старших классах частной гимназии Л. В. Барбатенко и торговой школе.
Летом 1919 года уезжает из Перми в Сибирь. После недолгого пребывания и служения в Омске, в сентябре 1919 перебирается в Томск. Поступает военным священником в войска, подчинённые адмиралу А. В. Колчаку.
В январе — феврале 1920 года Участвовал в Ледовом (Сибирском) походе во время которого отморозил себе пальцы рук и ног.
В 1920 году овдовел.
Отступал с армией через Забайкалье и к началу 1921 года был на Дальнем Востоке. Епископом Владивостокским Михаилом возведён в сан протоиерея.
С августа по октябрь 1922 года — главный военный священник «Земской Приамурской Рати».
С 1923 года священник Градо-Харбинского кафедрального собора.
С 1925 по 1927 годы был настоятелем Александро-Невской церкви в города Ханькоу Пекинской епархии.
В 1927 года настоятель Алексеевской церкви на Зелёном базаре (Харбин), затем в Свято-Николаевском соборе, с назначением ключарем.
Настоятель Кафедрального собора в Харбине и член Епархиального совета. С 1927 года лектор Богословско-пастырских курсов в Харбине.
С 1934 года доцент Богословского факультета Института Святого Владимира, преподаватель курса Священной истории Ветхого Завета. Преподаватель в экуменическом Христианском Союзе Молодых Людей (YMCA). Законоучитель средних школ.
В 1945 года в связи с переходом Харбинской епархии в Московский патриархат начал на службах возносить имя патриарха Московского.
1 (14) сентября 1946 года пострижен в монашество с именем Никандр. На следующий день возведён в сан архимандрита.
21 сентября наречён, а 22 сентября 1946 года хиротонисан во епископа Цицикарского, викария Харбинской епархии, викарий Экзарха Восточной Азии — Указ Патриарха от 11 июня 1946 года № 664.
В 1950 году Патриаршим Указом № 1170 назначен заместителем Начальника Русской Духовной Миссии в КНР. Награждён патриаршей грамотой.
С 2 октября 1950 года — епископ Харбинский и Маньчжурский и управляющий Восточно-Азиатским Экзархатом Московской Патриархии.
Безуспешно пытался протестовать против полной передачи китайцам Русского церковного имущества.
7 февраля 1956 года назначен епископом Курским, но на епархию не поехал и 8 марта 1956 года был назначен епископом Архангельским и Холмогорским. 25 февраля 1957 года возведен в сан архиепископа. 25 февраля 1960 года награждён правом ношения бриллиантового креста на клобуке в ознаменование 45-летия служения. 6 марта 1961 года под давлением местного Уполномоченного Совета по делам Русской православной церкви подписал циркуляр № 198, которым полностью запретил колокольный звон во всех храмах епархии, причем это распоряжение было исполнено. Сменивший архиепископа Никандра Никон (Фомичев) в 1967 году подал жалобу, но запрет видимо был оставлен в силе (с некоторыми оговорками).
16 марта 1961 года назначен архиепископом Ростовским и Новочеркасским.
Скончался 16 августа 1961 года в Ростове-на-Дону после продолжительной болезни. Погребён в ограде у алтаря Ростовского кафедрального собора Рождества Пресвятыя Богородицы.